# Amsterdam-Sud
Amsterdam-Sud (« Amsterdam-Zuid » en néerlandais) est l'un des huit stadsdelen (arrondissements) d'Amsterdam. Il est créé sous sa forme actuelle en 2010 au travers de la fusion des arrondissements d'Oud-Zuid (« Vieux Sud ») et Zuideramstel (« Amstel du Sud »). En 2015, il compte 141 438 habitants.

## Histoire
Le développement de cette partie de la ville débute au XIXe siècle avec la construction du quartier de De Pijp, ainsi que du quartier du musée (Museumkwartier). Le développement du Plan Zuid par Hendrik Petrus Berlage en 1917 accélère par la suite sa croissance. Le stade olympique d'Amsterdam est bâti à l'occasion des Jeux olympiques d'été de 1928.
Zuid est aujourd'hui un arrondissement essentiellement résidentiel, mais n'en est pas moins dynamique. Son revenu par habitant est le plus élevé des huit arrondissements, avec des rues telle que la Pieter Cornelisz Hooftstraat connues pour leurs magasins de luxe. Le quartier de De Pijp est ainsi devenu un quartier très en vogue et le développement du quartier d'affaires de Zuidas ainsi que la construction du RAI Amsterdam permettent d'attirer de nombreuses entreprises et de contribuer au rayonnement international de la ville.

## Géographie
Amsterdam-Zuid se trouve au sud de la ceinture des canaux et du Singel. Il est délimité par le Vondelpark à l'ouest et l'Amstel à l'est. Pour ce qui des transports, l'arrondissement est desservi par les gares d'Amsterdam-Zuid et d'Amsterdam-RAI. Ainsi, il se trouve à cinq minutes en train de l'aéroport d'Amsterdam-Schiphol.
Les principaux quartiers de l'arrondissement sont De Pijp, le Rivierenbuurt, le Stadionbuurt et l'Apollobuurt. Le Vondelpark, le bois d'Amsterdam (couvrant dans sa majeure partie l'ouest de la commune d'Amstelveen), le Sarphatipark, le Beatrixpark et l'Amstelpark sont les principaux espaces verts de l'arrondissement.

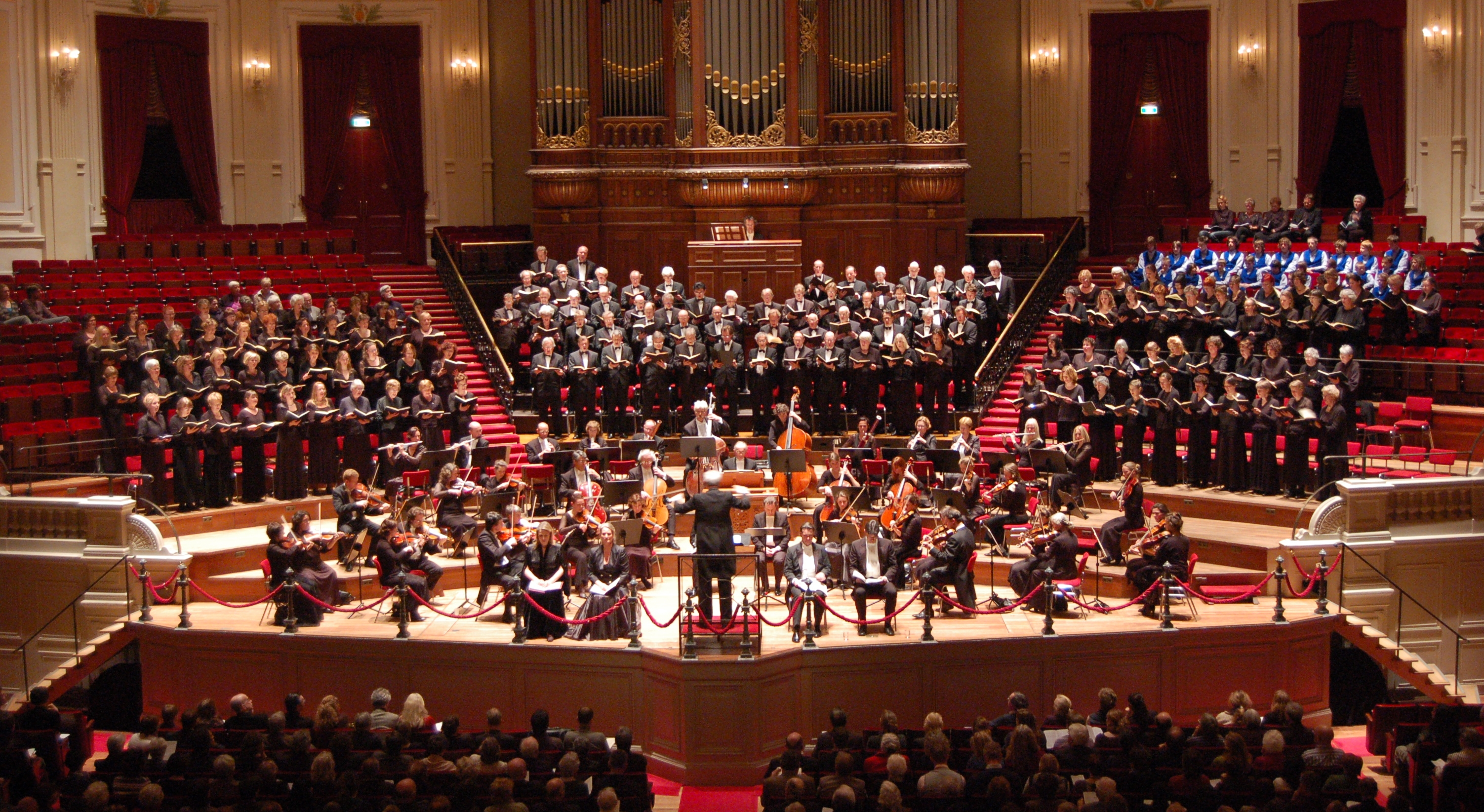
Intérieur du Concertgebouw, inauguré en 1888.
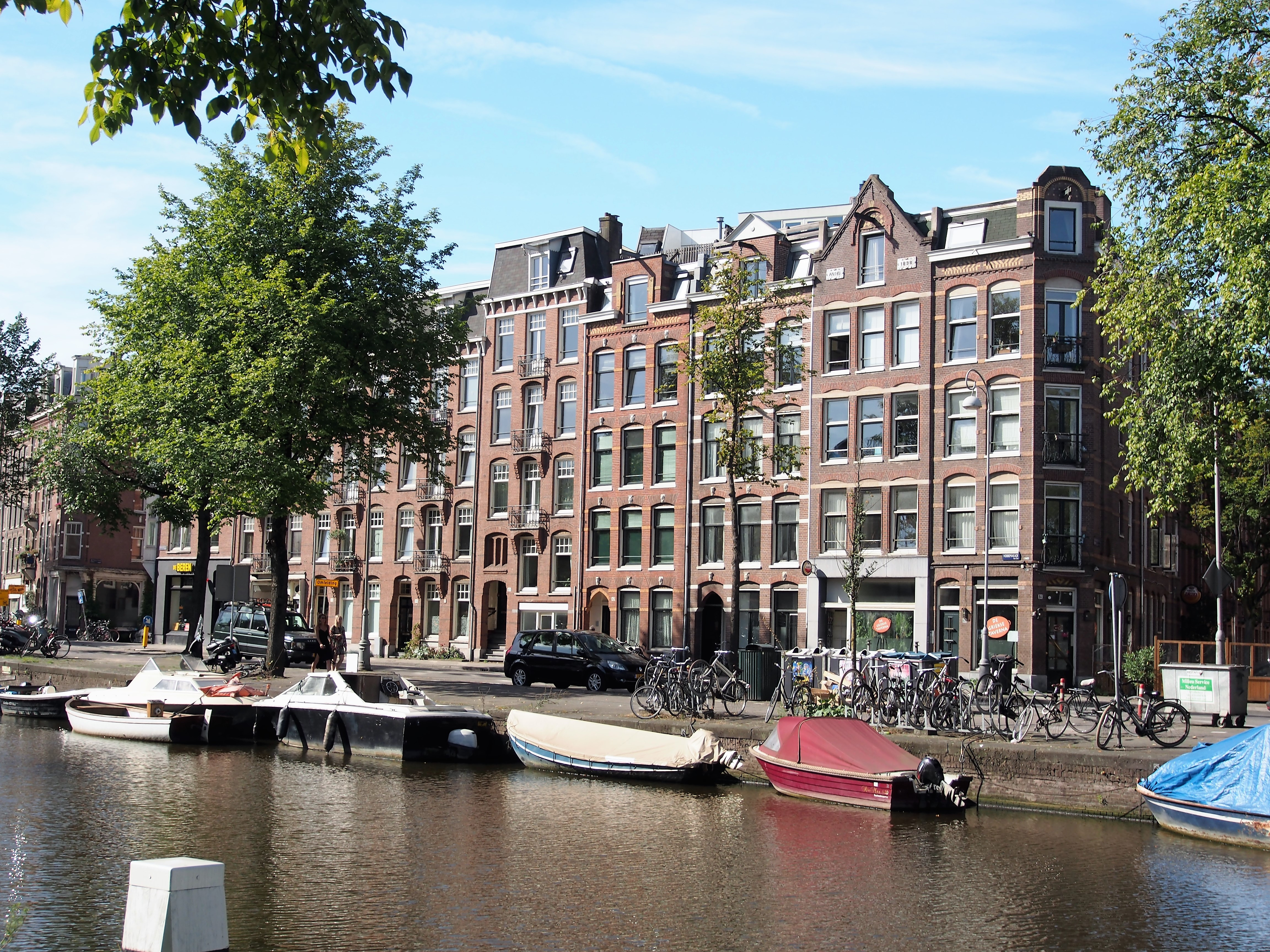
Hobbemakade.
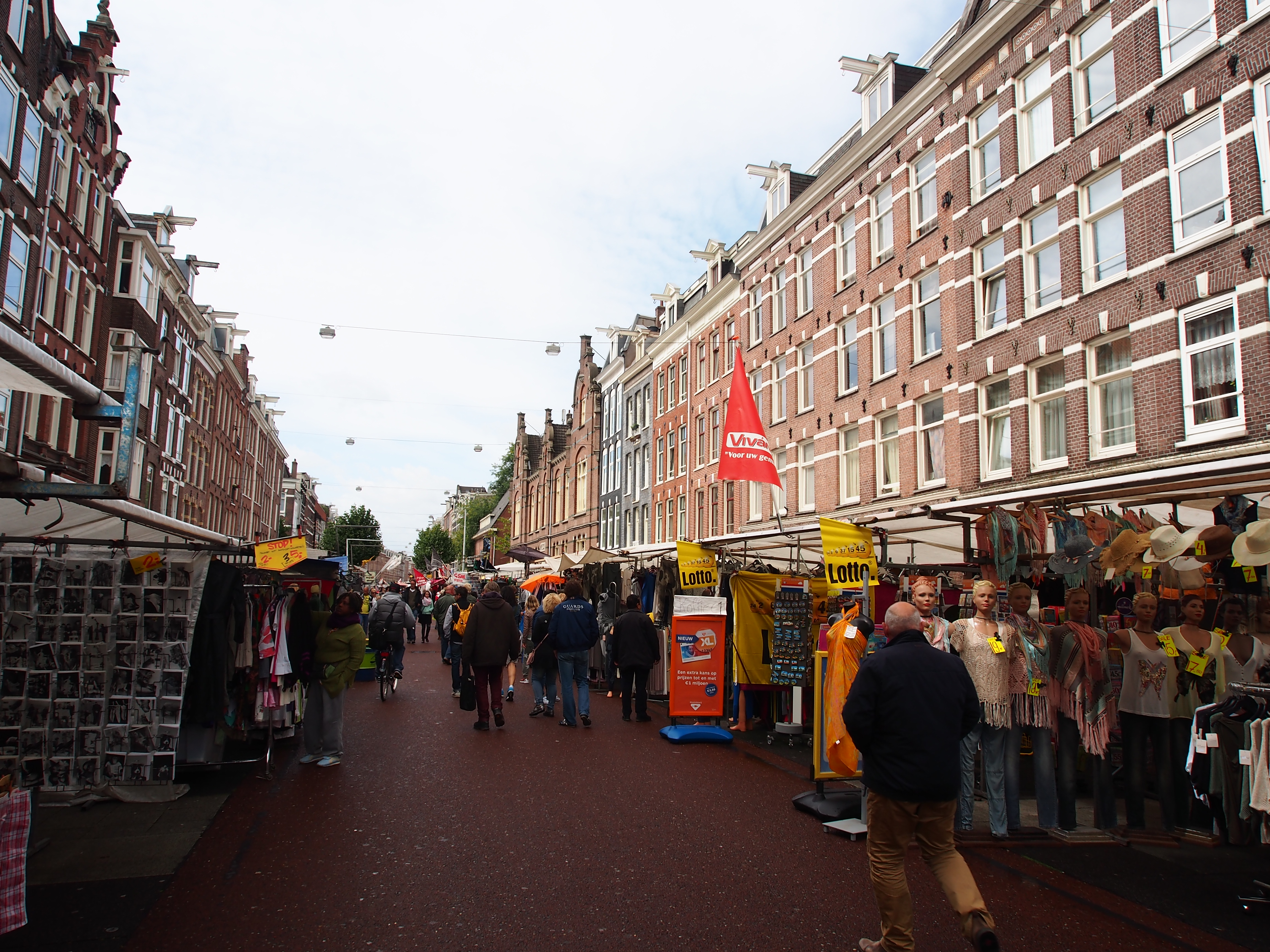
Albert Cuypmarkt.
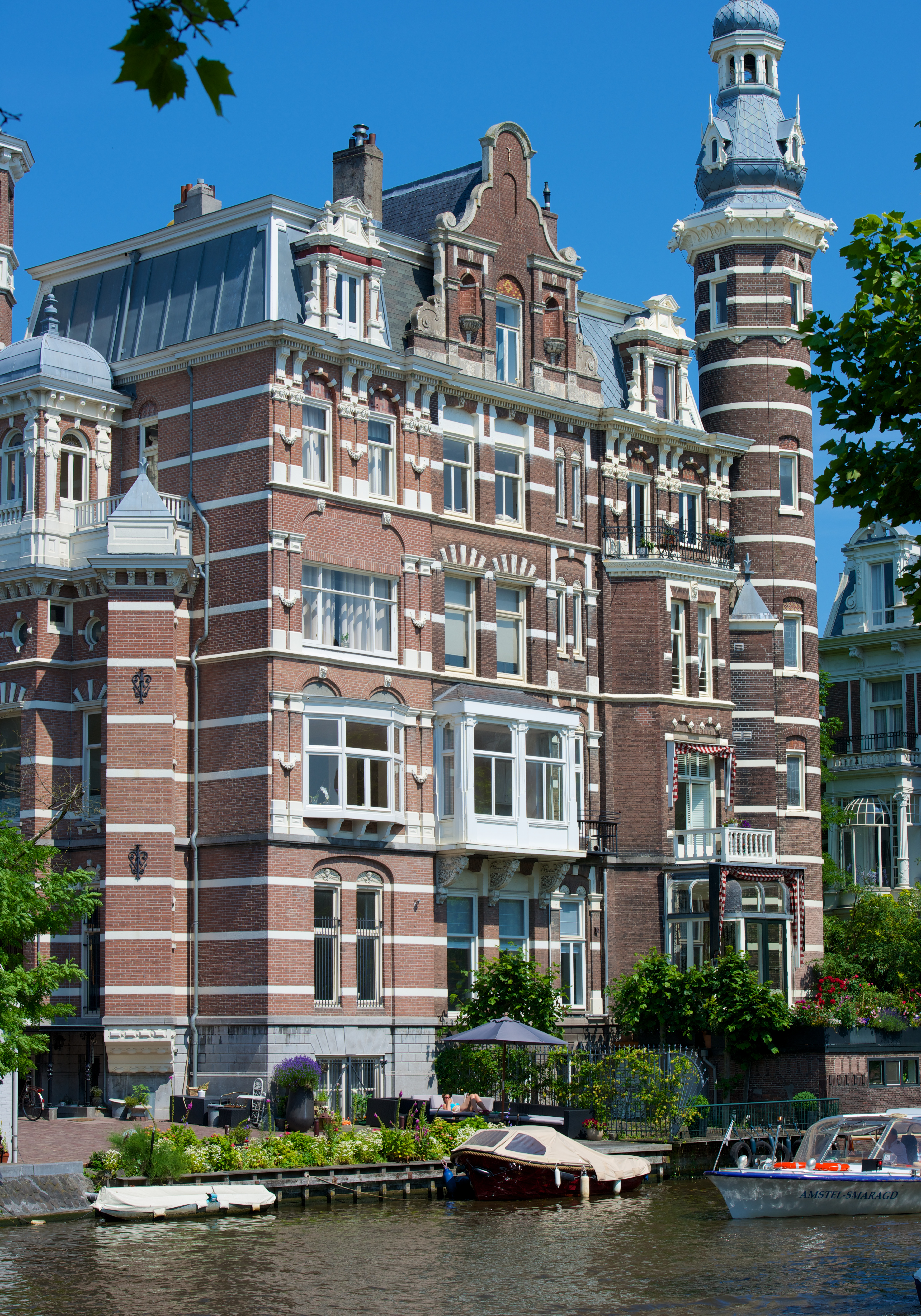
Villa donnant sur le Weteringschans et le Singelgracht.
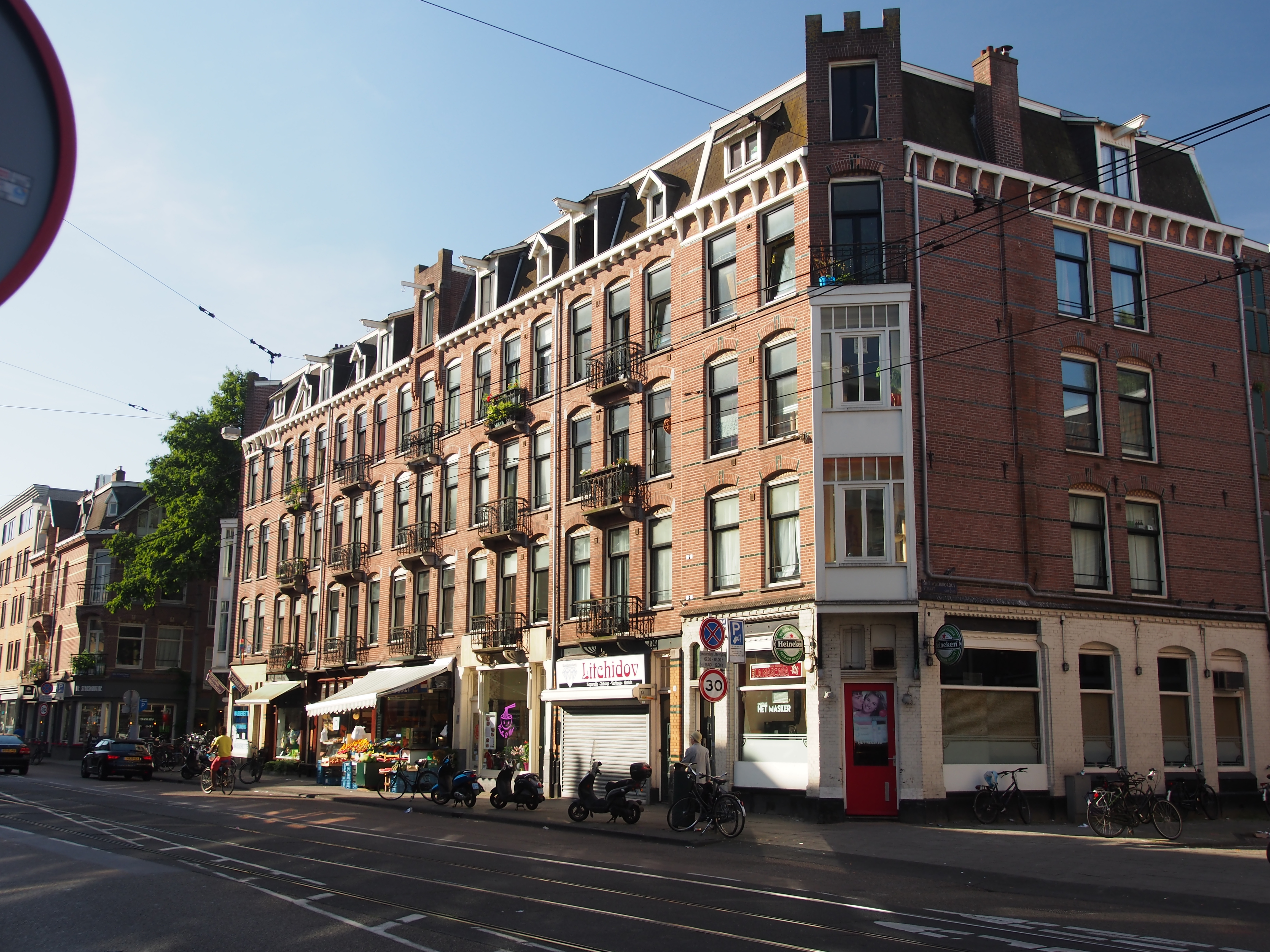
Van Woustraat.